# Ninth Avenue
La Ninth Avenue (en català Novena Avinguda) és una avinguda de Manhattan, a la ciutat estatunidenca de Nova York. Al nord del carrer 60è, la Ninth Avenue pren el nom de Columbus Avenue.
El 1912 s'hi fabricaren les primeres galetes Oreo.